# Brand im Ozean
Brand im Ozean ist ein deutscher Abenteuerspielfilm aus dem Jahre 1939 des Kameramanns Günther Rittau, der hier sein Regiedebüt gab. Die Hauptrollen spielen Hans Söhnker, René Deltgen und Winnie Markus.

## Handlung
Der Präsident der Caribbean Oil Company McCowan lässt vor der mittelamerikanischen Küste nach Öl bohren. Nach langer Suche findet Taucher Tom Finberg Asphalt, was ein Zeichen für Ölvorkommen ist. Für die notwendigen Sprengungen, um die angenommenen Ölvorkommen in der Tiefe abbauen zu können, wird Toms bester Freund Nick Dorland geholt, ein erfahrener Panzertaucher und Sprengmeister. McGowan und sein Partner Pedro de Alvarado freuen sich bereits auf den dringend benötigten Profit, der winkt. Don Pedro bewirtschaftet nebenbei mit seiner Tochter Juana eine eigene Hacienda, die Pedro jedoch, um weitere Ölbohrungen mitfinanzieren zu können, beleihen möchte. Dies geht Juana komplett gegen den Strich, da die Farm ihr ein und alles ist. Es kommt zu einem heftigen Streit.
Die Dinge verkomplizieren sich, als sowohl Tom wie auch Nick sich in Juana verlieben. Der forschere Nick will nicht so lange warten wie sein bedächtiger Freund Tom, der bei der Werbung um Juanas Herz deutlich zurückhaltender agiert, und will Juanas Herz selbst im Sturm erobern. Das Werben um ein und dieselbe Frau macht die Zusammenarbeit der beiden Kumpel nicht gerade leichter und bedeutet eine deutliche Belastung beider Freundschaft. Beide Männer sprechen sich aus, und Nick beschließt, nachdem seine Sprengungsarbeiten abgeschlossen sind, wieder fortzugehen, um einem Glück zwischen Tom und Juana nicht im Wege zu stehen. Juana, die jedoch Nick und nicht Tom liebt, hört davon, eilt zu Nick und gesteht ihm, dass auch sie ihn liebe. Tom hört im Nebenraum mit und verschwindet daraufhin spurlos.
Nick erinnert sich an den kauzigen Captain Gold, der deshalb so genannt wird, weil der einst von einem riesigen Goldschatz in einem Wrack auf dem Meeresgrund schwadroniert hatte. Dieses Wrack soll sich exakt in dem Ölförderungsgebiet befinden. Nick hat bei seinen Tauchgängen tatsächlich ein Wrack geortet und ursprünglich geplant, den vermuteten Schatz gemeinsam mit Tom zu bergen. Da dieser sich nunmehr vom Oil Company-Team abgesetzt hat, wittert De Alvarado, der von der Sache Wind bekommen hat, ein großes Geschäft für sich und überredet Tom, mit ihm statt mit Nick das mutmaßlich wertvolle Wrack zu heben. Nick, so Pedros Planung, soll ausgebootet werden. Der ist in der Zwischenzeit von der Company damit beauftragt worden, eine defekte Ölleitung abzudichten. Währenddessen trifft das Bergungsschiff mit Alvarado und Tom ein, um sich dem Wrack zu widmen. Dies wird an das Bergungsschiff angekettet. Da das Wrack sich in unmittelbarer Nähe zur defekten Ölleitung befindet, droht eine erneute Konfrontation der beiden Ex-Freunde Tom und Nick.
Da kommt es zur Katastrophe: Der herabgelassene Anker des Bergungsschiffes reißt beim Einholen die Ölleitung komplett ab, sodass Unmengen vom „Schwarzen Gold“ ins Karibische Meer strömt. Auch die Verbindung zu Nicks Tauchpanzer wurde gekappt, sodass Dorland nicht mehr nach oben gezogen werden kann. Der vom Festland dazukommende Captain Gold versucht mit einem Boot zum Bergungsschiff zu gelangen, da er ahnt, dass de Alvarado ihn betrügen und das Gold, ohne ihn zu beteiligen, bergen will. De Alvarado schießt während der einsetzenden Dunkelheit auf den kauzigen Seemann, woraufhin der Captain die ihm Orientierung im Dunkeln bietende Laterne kurzerhand ins Wasser wirft, um nicht getroffen zu werden. Er ahnt nicht, dass die See mittlerweile komplett von einem Ölteppich bedeckt ist. Die Flamme entzündet die Wasseroberfläche, und es kommt daraufhin zum titelgebenden Brand im Ozean.
Die auf dem Ölspezialschiff der Company anwesende Juana bittet Tom, darum, Nick zu helfen und dafür zu sorgen, dass er aus der Tiefe wieder aufsteigen kann. Nick erkennt, dass de Alvarado ihn nur als Mittel zum Zweck benutzt hat, erinnert er sich der alten Freundschaft und kappt daraufhin die Kettenverbindung zwischen Bergungsschiff und dem Gold-Wrack. Derweil hat Captain Gold das Bergungsschiff erreicht und will mit de Alvarado abrechnen. Es kommt zu einem Zweikampf auf Leben und Tod, bei dem beide Männer in das brennende Meer stürzen und dabei umkommen. Wenig später erreichen Hilfskräfte die Örtlichkeit und bekämpfen den Brand mit Schaumlöschern. Nun kann Tom Nick unversehrt an die Meeresoberfläche zurückholen. Es kommt zur Versöhnung zwischen den beiden Männern. Nick und Juana können jetzt ihre gemeinsame Zukunft planen.

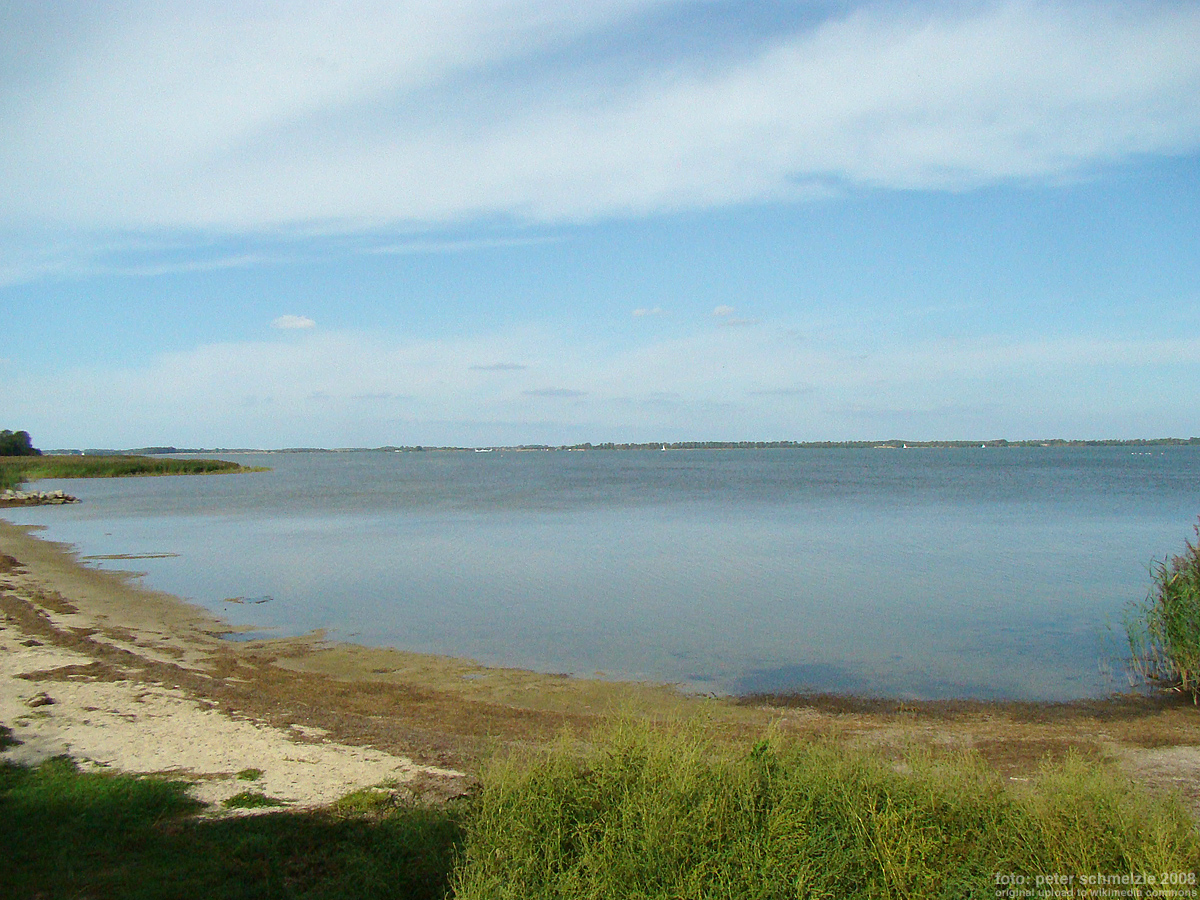
Wird im Film zur Karibik: Drehort Greifswalder Bodden

## Produktionsnotizen
Die Dreharbeiten zu Brand im Ozean begannen am 4. Juli 1939 mit den Außenaufnahmen (Flensburg, Vilm bei Rügen und Greifswalder Bodden), die Ende August desselben Jahres abgeschlossen wurden. Gleich im Anschluss daran, von Ende August bis Mitte September 1939, entstanden in der UFA-Stadt Babelsberg die Atelieraufnahmen. Die Uraufführung erfolgte am 19. Dezember 1939 in Bremen. Die Berliner Premiere fand am 11. April 1940 im Capitol-Kino statt.
Nach Im Namen des Volkes spielte hier Rudolf Fernau erneut einen ausgemachten Schurken.
Die Herstellungskosten beliefen sich 1,008 Millionen Reichsmark. Bis Februar 1941 betrugen die Einnahmen insgesamt 1,338 Millionen RM. Damit galt Brand im Ozean als nur mäßiger Kassenerfolg. Herstellungsgruppenleiter Ernst Krüger wirkte auch als Herstellungsleiter. Carl L. Kirmse und Wilhelm Vorwerg gestalteten die Filmbauten. Die Kostüme stammen von Elfriede Gampe. Walter Rühland war für den Ton verantwortlich, Conny Carstennsen übernahm die Aufnahmeleitung.

## Rezeption
Boguslaw Drewniak resümierte: „Der Film bot zur Genüge Boxkämpfe, Schießereien, Raufereien; es ging natürlich auch um Liebe und Glück (Winnie Markus), aber vor allem um Öl.“

„Einer der letzten deutschen Sensationsabenteuerfilme, dessen Drehzeit noch vor Kriegsausbruch lag. Seine Unterwasseraufnahmen und das Schauspielerensemble brachten wenig Aufregendes zustande.“